# صبا توفيق
صبا ربيع محمد توفيق (من مواليد 13 يناير 2005) هي لاعبة كرة قدم سعودية محترفة تلعب في خط الوسط لنادي الاتحاد السعودي والمنتخب السعودي للسيدات.

## مسيرتها الكروية
وُلدت صبا في جدة بالمملكة العربية السعودية، وغادرت إلى كندا مع عائلتها في سن مبكرة. وهُناك بدأت رحلتها الكروية، وانضمت إلى نادي تورونتو هاي بارك لكرة القدم. بعد عودتها من كندا، انضمت إلى فريق جدة إيجلز إف سي في عام 2021، حيث فازت مع النادي بلقب دوري المناطق السعودية لكرة القدم النسائية السعودي المنطقة الغربية. وفي سبتمبر 2022، استحوذ الاتحاد على فريق جدة إيجليز.

### نادي الاتحاد
في 15 أكتوبر 2023، ظهرت لأول مرة مع نادي الاتحاد، وسجلت هدفها الأول في نفس المباراة في الدقيقة الأولى، مُسجلة أسرع هدف في الموسم. في ختام موسم 2022–23، حصلت على المركز السابع بالاشتراك في الترتيب العام للهدافات وحصلت على المركز الثاني بين اللاعبات السعوديات.
وفي فبراير 2023 أعلن الاتحاد تمديد عقد صبا إلى غاية 2026.

## مسيرتها الدولية

### كرة القدم
في فبراير 2022، تلقت صبا التي كانت تبلغ من العمر 17 سنة في ذلك الوقت أول استدعاء لها للمشاركة مع المنتخب الوطني السعودي لكرة القدم للسيدات في مباراتين وديتين ضد جزر المالديف وسيشيل. في 24 سبتمبر 2022، ظهرت لأول مرة مع المنتخب في المباراة التي انتهت بالتعادل 3–3 أمام بوتان. في 8 يناير 2024، سجلت صبا هدفها الأول مع المنتخب الوطني في مرمى منتخب سوريا.

### كرة الصالات
في سبتمبر 2021، حصلت صبا على أول استدعاء لها لتمثيل المنتخب الوطني الأول لكرة الصالات للسيدات، وفي يونيو 2022 تم استدعاؤها لتمثيل السعودية في بطولة اتحاد غرب آسيا لكرة الصالات للسيدات 2022، وحصلت على لقب أفضل لاعبة في البطولة.

## الإحصائيات

### النادي
اعتبارًا من 30 ديسمبر 2023
| النادي  | الموسم  | الدوري                         | الدوري | الدوري  | الكأس  | الكأس   | قريا   | قريا    | أخرى   | أخرى    | المجموع | المجموع |
| النادي  | الموسم  | الدرجة                         | الظهور | الأهداف | الظهور | الأهداف | الظهور | الأهداف | الظهور | الأهداف | الظهور  | الأهداف |
| ------- | ------- | ------------------------------ | ------ | ------- | ------ | ------- | ------ | ------- | ------ | ------- | ------- | ------- |
| الاتحاد | 2022–23 | الدوري السعودي الممتاز للسيدات | 14     | 9       | -      | -       | —      | —       | —      | —       | 14      | 9       |
| الاتحاد | 2023–24 | الدوري السعودي الممتاز للسيدات | 5      | 0       | 2      | 0       | —      | —       | 3      | 0       | 10      | 0       |
| الاتحاد | المجموع | المجموع                        | 19     | 0       | 2      | 0       | —      | —       | 3      | 0       | 24      | 9       |
| المجموع | المجموع | المجموع                        | 19     | 0       | 2      | 0       | —      | —       | 3      | 0       | 24      | 9       |

### دوليا
اعتبارًا من 8 يناير 2024
| المنتخب الوطني | السنة   | الظهور | الأهداف |
| -------------- | ------- | ------ | ------- |
| السعودية       | 2022    | 2      | 0       |
| السعودية       | 2023    | 5      | 0       |
| السعودية       | 2024    | 1      | 1       |
| المجموع        | المجموع | 8      | 1       |

أهداف السعودية مُدرجة أولا، ويشير عمود الهدف إلى النتيجة بعد كل هدف سجلته صبا.
| #. | التاريخ      | المكان                                      | الخصم | الهدف | النتيجة | المسابقة    |
| -- | ------------ | ------------------------------------------- | ----- | ----- | ------- | ----------- |
| 1  | 8 يناير 2024 | مدينة الملك عبدالله الرياضية، جدة، السعودية | سوريا | 1–0   | 2–0     | مباراة ودية |

## الإنجازات
السعودية
- البطولة الدولية الودية للسيدات: الخُبر 2023

السعودية لكرة الصالات
- بطولة اتحاد غرب آسيا لكرة الصالات للسيدات: الوصافة 2022

الفردية
- أفضل لاعبة في بطولة اتحاد غرب آسيا لكرة الصالات للسيدات: 2022